# Anclao en París
Anclao en París es un tango cuya letra pertenece a Enrique Cadícamo en tanto que la música es de Guillermo Barbieri, que fue grabado por Carlos Gardel en París el 28 de mayo de 1931 con acompañamiento de guitarras. 
Desde París, donde está viviendo, el protagonista rememora Buenos Aires, de la que partió diez años atrás.

## Los autores
Enrique Domingo Cadicamo (Luján, Provincia de Buenos Aires, 15 de julio de 1900 - 3 de diciembre de 1999) fue un poeta argentino, autor de la letra de numerosos tangos. Usó también los seudónimos de Rosendo Luna y Yino Luzzi.
Guillermo Barbieri (barrio de San Cristóbal, Buenos Aires, Argentina; 25 de septiembre de 1894 - Medellín, Colombia; 24 de junio de 1935) fue un compositor y cantante argentino y uno de los guitarristas del famoso cantante Carlos Gardel.

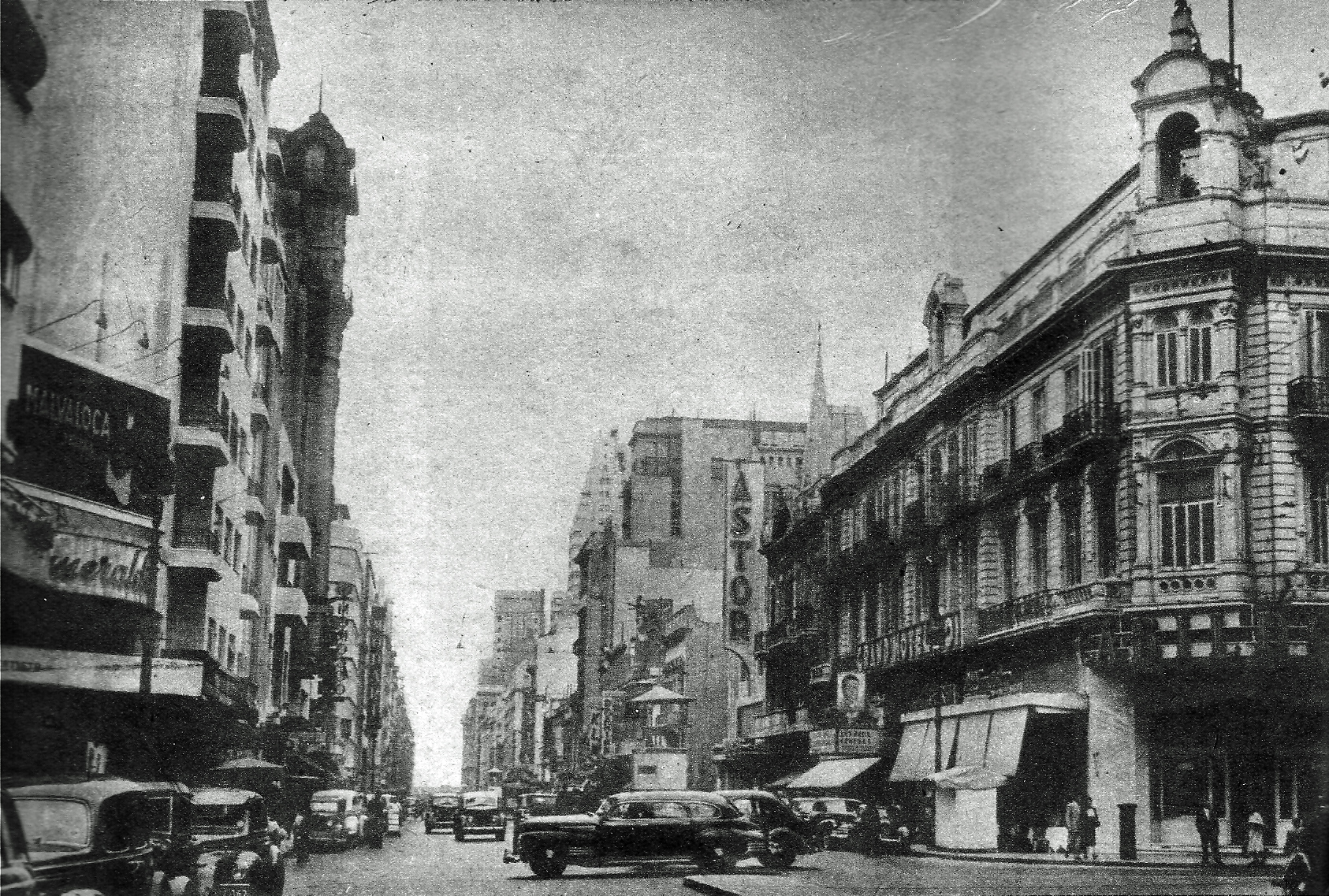
Corrientes y Esmeralda en 1950

## Génesis del tango
Enrique Cadícamo escribió la letra en Barcelona, en el Hotel Oriente de la Rambla, y con una inspiración tan intensa que la concluyó en menos de tres horas. Una versión es que  la hizo por pedido  de  Gardel, quien para esa época estaba atravesando por un período de nostalgia y otra versión es que el pedido fue de Barbieri.

## Contexto
Durante varias décadas París ocupó un lugar importante para la mitología tanguera. Tanto por las letras de diversos tangos – véase sino La que murió en París, Araca París, Canaro en París, Madame Ivonne, Claudinette, Siempre París, Arolas en París y algunos más- como en los artistas y compositores que en el período de entreguerra pasaron por esa ciudad: Eduardo Arolas, Manuel Pizarro, Carlos Gardel, Pascual Contursi, Francisco Canaro, Roberto Fugazot, Lucio Demare, Agustín Irusta y tantos otros.

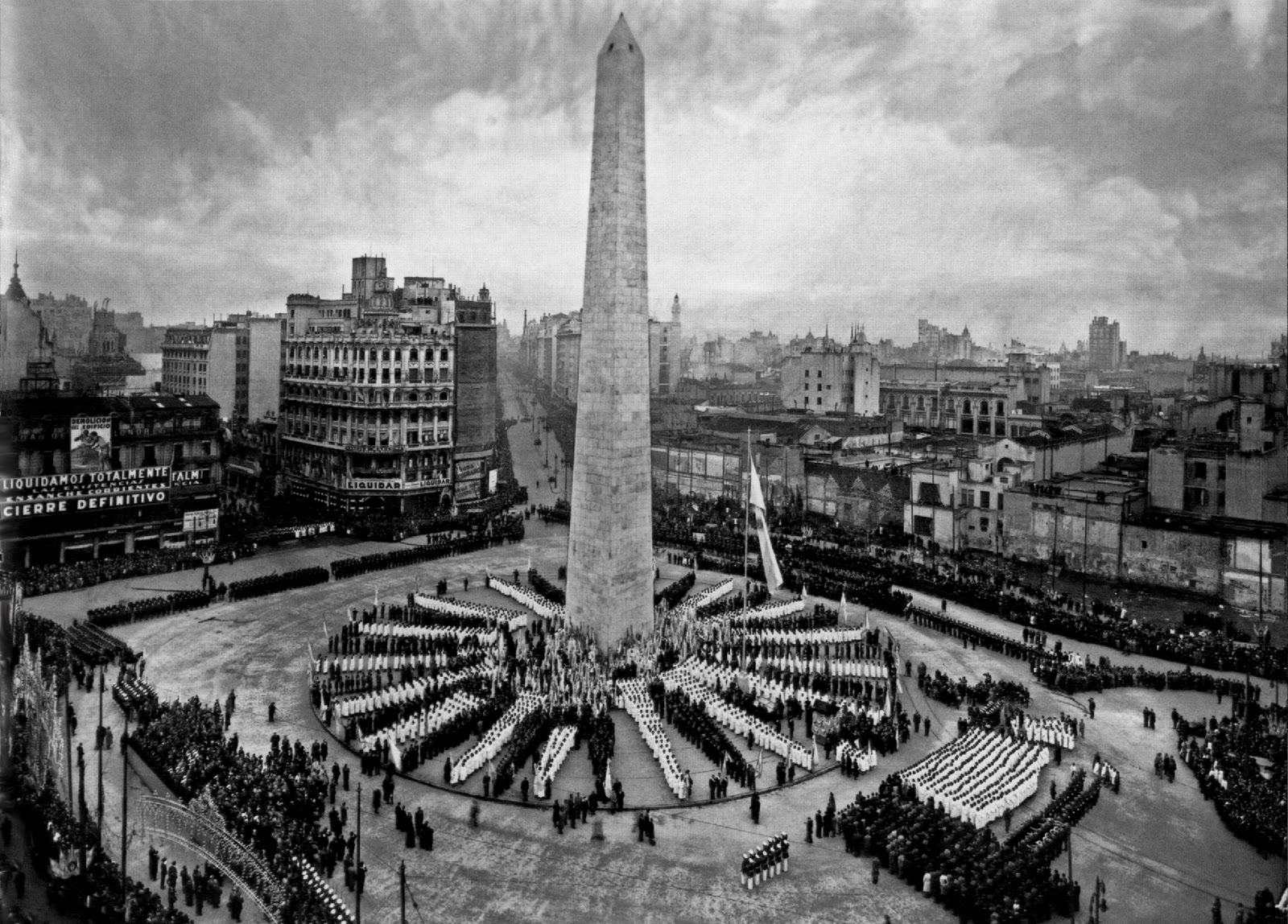
Buenos Aires 1936 - Plaza de la República.

Manuel Adet señala que si bien no es el único tango inspirado por París, es el único en el que se extraña a Buenos Aires y en lugar de relacionar aquella ciudad con la fiesta, la alegría, la bohemia despreocupada y romántica, se sitúa en la situación de quien sabe que no puede regresar a la patria perdida, que en este caso es la ciudad perdida.

## Letra
Tirao por la vida de errante bohemio
Estoy, Buenos Aires, anclao en París
Cubierto de males, bandeado de apremio
Te evoco, desde este lejano país

Contemplo la nieve que cae blandamente
Desde mi ventana, que da al bulevar
Las luces rojizas, con tono muriente
Parecen pupilas de extraño mirar

Lejano Buenos Aires, ¡que lindo has de estar!
Ya van para diez años que me viste zarpar
Aquí, en este montmartre, rincón sentimental
Yo siento que el recuerdo me clava su puñal

¡Como habrá cambiado tu calle corrientes!
¡Suipacha, Esmeralda, tu mismo arrabal!
Alguien me ha contado que estas floreciente
Y un juego de calles se da en diagonal

¡No sabés las ganas que tengo de verte!
Aquí estoy varado, sin plata y sin fe
¡Quién sabe una noche me encane la muerte
Y, chau Buenos Aires, no te vuelva a ver!

## Valoración
Manuel Adet opinó sobre Anclao en París:

“También en este caso se habla de volver o se expresa el deseo de volver. Se nota que el personaje no está bien en París y extraña horrores a su Buenos Aires querido. “¡Cómo habrá cambiado tu calle Corrientes...!/ ¡Florida Esmeralda, tu mismo arrabal...!/ Alguien me ha contado que estás floreciente/ y un juego de calles se da en diagonal...”. La tragedia del hombre no está en el futuro que añora o en el pasado que evoca, sino en el presente y ese presente no es Buenos Aire sino París transformado en símbolo del fracaso.”

La tristeza y la frustración ya aparecen en el título pues los barcos que están anclados en el puerto son aquellos que por alguna causa no pueden salir al mar. La nieve, las luces rojizas con tonos murientes, el recuerdo que clava su puñal, son todas expresiones de dolor y nostalgia que el poeta contrapone al recuerdo de Buenos Aires y, más específicamente, a sus noches y a sus calles céntricas más emblemáticas, para terminarcon  “¡Quién sabe mañana me encane la muerte!”, una formidable imagen que es  uno de los grandes hallazgos poéticos de Cadícamo.

## Censura radiofónica
A partir de 1943 dentro de una campaña iniciada por la dictadura militar de 1943 que obligó a suprimir el lenguaje lunfardo, como así también cualquier referencia a la embriaguez o expresiones que en forma arbitraria eran consideradas inmorales o negativas para el idioma o para el país, se prohibió la emisión por radio de Cafetín de Buenos Aires por su supuesto pesimismo y por la comparación entre el cafetín y la madre.
Las restricciones continuaron al asumir el gobierno constitucional del general Juan Domingo Perón y en 1949 directivos de Sadaic le solicitaron al administrador de Correos y Telecomunicaciones en una entrevista que se las anularan, pero sin resultado. Obtuvieron entonces una audiencia con Perón, que se realizó el 25 de marzo de 1949, y el presidente –que afirmó que ignoraba la existencia de esas directivas- las dejó sin efecto.

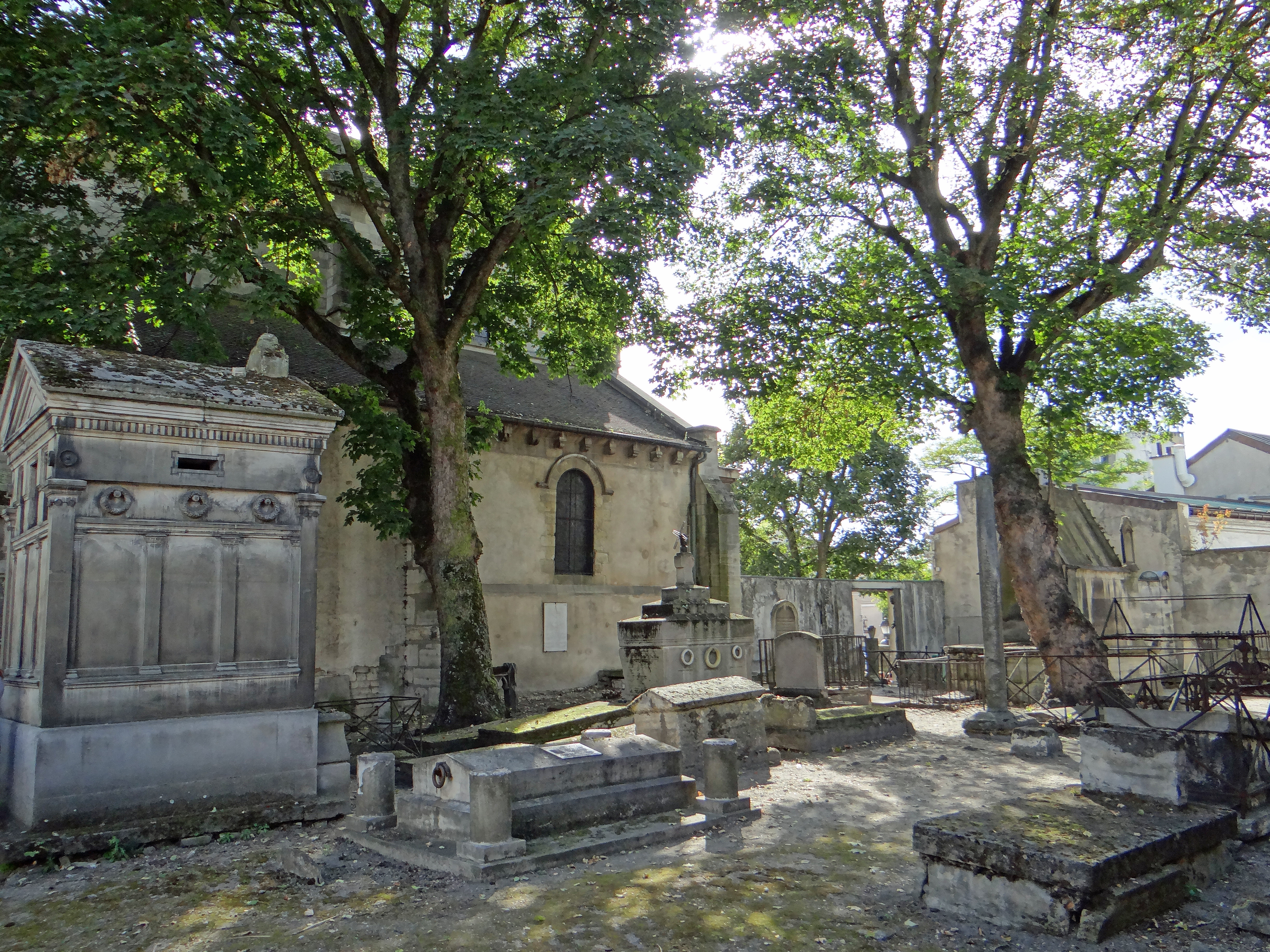
Cementerio del Calvario, Montmartre.

En enero de 1950 SADAIC cuestionó a Radio El Mundo por aplicar criterios restrictivos sobre los temas de las canciones. En 1952 la entidad de los autores acordó con las autoridades una lista de canciones populares que por razones de buen gusto o decoro idiomático no debían pasarse por radio. Opina al respecto el escritor Oscar Conde que en definitiva, SADAIC no cuestionaba la censura en sí misma sino quién la aplicaba.
En octubre de 1953 se aprobó la Ley de Radiodifusión n° 14 241 que no tenía previsiones sobre el uso del lenguaje popular en radio pero las restricciones en alguna medida continuaron.
Al ser grabado Anclao en París por Alberto Castillo con la orquesta de Emilio Balcarce el 19 de enero de 1944 pasó a llamarse Anclado en París, la palabra "tirao" fue cambiada por "tirado", "faubourg" que significa "arrabal" en francés, se transformó en "rincón" y "me encane la muerte" pasó a ser "me encuentre la muerte".

## Grabaciones
Entre las grabaciones se encuentran:
- Carlos Gardel acompañado por los guitarristas Guillermo Barbieri y Ángel Domingo Riverol en septiembre de 1931 en París para el sello Odeon.
- Alberto Castillo para Odeon en 1944.
- Rubén Juárez con la orquesta de Raúl Garello en mayo de 1977 para Odeon.
- Miguel Montero con la orquesta de Pascual Mamone en mayo de 1974 para Odeon.
- Luis Cardei con Antonio Pisano para el sello DBN
- Adriana Varela con el conjunto dirigido por Néstor Marconi
- Ruben Rada para su disco Tango, Milonga y Candombe